# Кравцев, Владимир Анатольевич
Влади́мир Анато́льевич Кра́вцев (род. 28 июля 1954, Брянск) — советский и российский сценограф, художник-живописец, график. Заслуженный деятель искусств Российской Федерации (2004).

## Биография
Родился в Брянске, отец был художником-оформителем на предприятии, что оказало влияние на Владимира, начавшего рисовать ещё школьником. Когда решался вопрос об экзаменах в Академию имени Репина в Ленинграде, именно отец дал совет поступать на постановочный факультет Института театра, музыки и кинематографии, с тем чтобы стать сценографом.
Обучаясь в ЛГИТМИКе в мастерской Игоря Иванова, параллельно работал в макетной мастерской в Большом драматическом театре имени М. Горького у Эдуарда Кочергина. По окончании института в 1977 году, уже женатый, был распределён в Нижнетагильский драматический театр имени  Д. Мамина-Сибиряка.
В 1980 году был приглашён в Свердловский академический театр драмы, предложение поступило от его главного режиссёра Александра Соколова. Дебютировал спектаклем «Конец недели» по пьесе Г. Бокарева о взаимоотношениях науки и производства. Начав с «очередного» художника, в 1984 году стал главным. Тогда же пытался повлиять на проект нового здания для театра на Октябрьской площади (планировавшегося одновременно как площадка для проведения конференций и партсъездов), для чего ездил в ЦНИИЭП к главному архитектору.
Как «мастер тотальной кропотливой сценописи», Кравцев не может не строить сразу весь спектакль, со всеми его профессиональными составляющими. В поиске синтеза художественного образа и неизбежной сценической прагматики ему удаётся собрать точную композицию спектакля, верно организовать пространство сцены. Для одного из спектаклей специально построил морозильную комнату — в финале требовалось, чтобы солдаты били ледяные глыбы прикладами.
Сотрудничество с Николаем Колядой-режиссёром, длившееся десять лет, началось незадолго до первого фестиваля пьес драматурга «Коляда-Plays», проводимого в 1994 году дирекцией театра по инициативе Михаила Сафронова. Ожидался приезд постановок разных театров и только в Свердловской драме не было ни одного спектакля, и тогда в труппе возникло желание тоже поставить одну из пьес Коляды, выбор пал на «Полонез Огинского».
В. Кравцев является автором фирменного стиля и символа международного фестиваля «Коляда-place» — бронзовой взлетающей звезды и золотого гвоздя к ней, чтобы «пришпилить» победу. Эта же звезда стала символикой открывшегося в 2004 году Коляда-театра, первое полуподвальное помещение которого художник помогал обживать.
Он активно сотрудничает с входящей в состав Свердловской драмы труппой проекта «Молодой театр», где кроме экспериментальных спектаклей проходят читки пьес современных авторов. Помимо своего театра участвует в постановках других театров не только Свердловской области, но и России. Был сценографом поставки «Полонеза Огинского» Н. Коляды в Бонне (ФРГ).

Художник, работая над спектаклем, холстом, деревянным объектом, имеет дело не со сценой, красками или деревом. Кравцев — художник Пространства. Все его работы так или иначе пронизаны ощущением сотворения, будь то графические листы («Ковчеги»), живописные работы («Кресты», «Праздники»), работы из дерева («Объекты») или спектакль (например, «Корабль дураков»).
Когда идёт работа над постановкой, Кравцев не думает о пространстве спектакля, он ДУМАЕТ ПРОСТРАНСТВОМ — о спектакле.
— Николай Предеин, художник, «Петербургский театральный журнал» 2002
Кравцев универсален и нетрадиционен. Его творчество — это мастерское рисование, с помощью которого он, цепко вглядываясь в нашу повседневность, находит всегда свои, часто неожиданные для нас смыслы. Играет этими смыслами и с иронией, и с тёплым юмором, и с болью, и сопереживанием.
Кравцев — не только сценограф, он автор серии живописных, графических и скульптурных работ: «Крестные праздники», «Ковчеги», «Пермская деревянная скульптура», «Пермский Иисус», «Симеон Верхотурский», «Пушкин», «Санкт-Петербург», рисунков, цикла картин-объектов «…стою у двери…», абстрактных и предметых объектов «Русский сон».
Автор мемориальной бронзовой доски Борису Рыжему, установленной у входа в редакцию журнала «Урал», — где бывал и работал поэт.
Персональные выставки в Екатеринбурге: «Провинция» (1989), «Слава КПСС» (1991), «Окаянщина» (1994), «Губернские страсти» (1995), «Праздники» (1998), «КоляДАковчег» (2008), «Шлем. Начало» (2009), «Пространство Владимира Кравцева» (2012). Он был участником региональных и всероссийских художественных выставок: «Свердловские художники театра и кино» (Москва, Ленинград, 1989), «Вторая Биеннале новейшего искусства» (С.-Петербург, 1992).
Работы Кравцева-живописца и графика находятся в собраниях Екатеринбургского музея изобразительных искусств, Пермской и Брянской художественных галереях, а также в частных коллекциях в Англии, Германии, Израиле, Польше, России, США.
Член Всероссийского театрального общества с 1983 года (ныне — СТД РФ).
Являясь верующим, служит алтарником екатеринбуржского храма во имя святителя Иннокентия Московского.

## Общественная позиция
С конца 1980-х — начала 1990-х годов художником было создано немало работ в жанре соцарта, как реакция на повседневные события. Одна из картин «Простите нас, Андрей Дмитриевич…» была посвящением академику А. Д. Сахарову (ныне в собрании Екатеринбургского музея изобразительных искусств).
В 2010 году с воодушевлением высказал своё отношение к идее восстановления храма святой Екатерины на площади Труда — на месте сквера с часовней и фонтана «Каменный цветок». На созданном им большом живописном полотне «2010 от Рождества Христова» божья рука из облаков опускает на это место храм (ныне картина в екатеринбургской галерее «Шлем»):
Я ни в коей мере не осуждаю горожан, которые гуляют в самодовольстве вокруг фонтана, пьют, целуются и не видят протянутую им свыше руку Господа с Храмом. Они не ведают, что творят, и не хотят знать, что здесь было до них.
Выразил скепсис по широко обсуждавшемуся в 2016—2017 годах проекту так называемого «Храма-на-Воде» — прямо на акватории Городского пруда:
…если бы реализовали этот проект, то исчезла бы вся глубина пруда, и он стал бы обычной лужей.
Художник не чужд ироническому взгляду на жизнь и встающие перед обществом проблемы.

## Театральные работы
Свердловский театр драмы
- 1981 — «Конец недели» Г. Бокарева, реж. Александр Соколов
- 1983 — «Чайка» А. Чехова, реж. Феликс Григорьян
- 1984 — «Тартюф» Мольера, реж. Александр Попов
- 1984 — «Трёхгрошовая опера» Б. Брехта, реж. Владимир Аулов (не был выпущен)
- 1987 — «Судный день» В. Романова и В. Кузнецова, реж. В. Марченко
- 1992 — «Театр во времена Нерона и Сенеки» Э. Радзинского, реж. Султан Абдиев
- 1993 — «Маленькие трагедии» А. Пушкина, реж. Валерий Пашнин
- 1994 — «Полонез Огинского» Н. Коляды, реж. Николай Коляда
- 1995 — «Канотье» Н. Коляды, реж. Николай Коляда
- 1996 — «Корабль дураков» Н. Коляды, реж. Николай Коляда
- 1997 — «Куриная слепота» Н. Коляды, реж. Николай Коляда
- 1997 — «Русская народная почта» О. Богаева, реж. Николай Коляда
- 1998 — «Поминальная молитва» Г. Горина по произведениям Шолом-Алейхема, реж. Владимир Гурфинкель
- 1999 — «Уйди-уйди!» Н. Коляды, реж. Николай Коляда
- 1999 — «Ромео и Джульетта» У. Шекспира, реж. Николай Коляда
- 2002 — «Смерть коммивояжёра» А. Миллера, реж. Николай Попков
- 2004 — «The Playboy, или „Удалой молодец — гордость Запада“» по мотивам пьесы Дж. Синга, реж. Владимир Рубанов
- 2004 — «Нахлебник» по И. Тургеневу, реж. Владимир Гурфинкель
- 2005 — «Господин Мольер» М. Булгакова, реж. Владимир Рубанов
- 2005 — «Рио-Рита» по мотивам произведений К. Симонова, реж. Владимир Рубанов
- 2005 — «Сказка о царе Салтане» А. Пушкина, реж. Владимир Рубанов
- 2006 — «Золушка» Е. Шварца, реж. Владимир Рубанов
- 2007 — «Любишь, не любишь» Ф. Булякова, реж. А. Абросимов
- 2009 — «Мой прекрасный Монстр» Дж. Шарки, реж. Александр Исаков
- 2009 — «Мэри Поппинс, до свидания!» В. Вербина по произведению П. Треверс, реж. Андрей Русинов
- 2010 — «Вдовий пароход» И. Грековой, реж. Андрей Русинов
- 2010 — «Под управлением любви» спектакль-концерт актёрской песни, реж. Андрей Русинов
- 2011 — «Гроза» А. Островского, реж. Дмитрий Касимов
- 2011 — «Король умирает» Э. Ионеско, реж. К. Занусси
- 2011 — «Обыкновенная история» В. Розова по роману И. Гончарова, реж. Андрей Русинов
- 2012 — «Дочки-матери» А. Володина, реж. Андрей Русинов
- 2012 — «Три сестры» А. Чехова, реж. Дмитрий Касимов
- 2013 — «Два приятеля» по повести И. Тургенева, реж. Дмитрий Касимов
- 2013 — «Ещё до войны» В. Липатова, реж. Андрей Русинов
- 2013 — «Жанна» Я. Пулинович, реж. Дмитрий Касимов
- 2013 — «Полёт птицы» по пьесе М. Метерлинка, реж. Дмитрий Зимин
- 2013 — «Соловей» по сказке Х. Андерсена, реж. Дмитрий Касимов
- 2014 — «FAKE, или Невероятные приключения Бориса Моржова в провинции» О. Богаева по по роману А. Иванова «Блуда и МУДО», реж. Алексей Логачёв
- 2014 — «Вишнёвый ад Станиславского» О. Богаева, реж. Дмитрий Касимов
- 2014 — «Волшебная ночь» реж. Александр Блинов
- 2014 — «Платонов. Две истории» И. Васьковской по рассказам А. Платонова «Фро» и «Третий сын», реж. Дмитрий Зимин
- 2014 — «Последняя ночь Казановы» по пьесе М. Цветаевой «Феникс», реж. Александр Блинов
- 2014 — «Старосветские помещики» Н. Гоголя, реж. Андрей Русинов
- 2015 — «Гамлет» У. Шекспира, реж. Евгения Беркович
- 2015 — «Игра в джин» Д. Ли Кобурна, реж. Виталий Дьяченко
- 2015 — «Лифт» И. Васьковской, реж. Дмитрий Зимин
- 2015 — «Питер Пэн» Д. Войдака, реж. Дмитрий Зимин
- 2015 — «Соло для часов с боем» О. Заградника, реж. Анатолий Праудин
- 2015 — «Тётки» А. Коровкина, реж. Олег Гетце
- 2016 — «Вечер шутов» по одноимённому сценарию И. Бергмана, реж. С. Потапов
- 2016 — «Отцы и дети» И. Тургенева по инсценировке А. Шапиро, реж. Дмитрий Зимин
- 2016 — «Пассажиры» И. Васьковской, реж. Дмитрий Зимин
- 2016 — «Призрак замка» В. Вербина, реж. Андрей Русинов
- 2016 — «Филумена Мартурано» Э. Де Филиппо реж. Олег Гетце
- 2017 — «Актриса» П. Куилтера, реж. Александр Баргман
- 2017 — «Дни Турбиных» М. Булгакова, реж. Александр Баргман
- 2017 — «На всякого мудреца довольно простоты» А. Островского, реж. Анатолий Праудин
- 2017 — «Садко» А. Архипова, реж. Дмитрий Зимин
- 2017 — «Способный ученик» И. Васьковской, реж. Дмитрий Зимин
- 2017 — «Только для женщин» С. Синклера, реж. Алексей Бадаев
- 2018 — «Вий» В. Сигарева по одноимённой повести Н. Гоголя, реж. Дмитрий Зимин
- 2018 — «Двенадцатая ночь, или Что вам угодно» У. Шекспира, реж. Александр Баргман
- 2018 — «Кроткая» Ф. Достоевского, реж. Дмитрий Зимин
- 2018 — «Оркестр навсегда»
- 2018 — «Страшный суп» О. Богаева, реж. Олег Богаев
- 2018 — «Чайка» А. Чехова, реж. Григорий Козлов
- 2019 — «Загнанных лошадей пристреливают, не правда ли?» Х. Маккоя, реж. Алексей Бадаев
- 2019 — «Золотой телёнок» по одноимённому роману И. Ильфа и Е. Петрова, реж. Анатолий Праудин
- 2019 — «Головлёвы» И. Васьковской по роману М. Салтыкова-Щедрина «Господа Головлёвы», реж. Дмитрий Зимин
- 2019 — «Мадам Рубинштейн» Дж. Мисто, реж. Дмитрий Зимин
- 2020 — «Марьино поле» О. Богаева, реж. Дмитрий Зимин
- 2020 — «Тетушка Чарли» Т. Брэндона, реж. Алексей Бадаев
- 2020 — «Человек на часах» Н. Лескова, реж. Владимир Кравцев[комм. 1]
- 2021 — «Магнит» А. Михалевского, реж. Алексей Бадаев
- 2021 — «Пролетая над гнездом кукушки» И. Васьковской по одноимённому роману К. Кизи, реж. Дмитрий Зимин
- 2021 — «Служебный роман» по пьесе Э. Брагинского и Э. Рязанова «Сослуживцы», реж. Дмитрий Зимин

Нижнетагильский драматический театр имени Д. Мамина-Сибиряка
- 1978 — «Теперь ваше время и власть тьмы» по Л. Толстому, реж. Виктор Хоркин
- 1979 — «Остановите Малахова» В. Аграновского, реж. Виктор Хоркин
- 2005 — «По щучьему велению» О. Черепова, реж. Валерий Пашнин
- 2013 — «Самоубийца» Н. Эрдмана, реж. Валерий Пашнин
- 2018 — «Земля Эльзы» Я. Пулинович, реж. Дмитрий Зимин

Ленинградский театр имени Пушкина
- 1980 — «Предел возможного» , реж. Виктор Хоркин
- 1985 — «Власть тьмы» Л. Толстого, реж. Виктор Хоркин
- 1985 — «Васса Железнова» М. Горького реж. Виктор Хоркин
- «Песня жизни» , реж. Виктор Хоркин

Ирбитский драматический театр имени А. Н. Островского
- 1981 — «Идиот» по Ф. Достоевскому, реж. Юрий Кужелев

Владимирский областной театр драмы
- «По ком звонит колокол» Э. Хэмингуэя, реж. О. Соловьёва
- «Вкус черешни» А. Осецкой, реж. Юрий Погребничко

Екатеринбургский театр оперы и балета
- 1994 — «Корсар» на музыку А. Адана, Л. Делиба, Р. Дриго, Ц. Пуни, П. Ольденбургского, хор. К. Сергеев, дир. В. Лягас[27]
- 1995 — «Трубадур» Дж. Верди, реж. М.-Ф. Сичилиани, дир. Е. Бражник[28]
- 2016 — читка пьесы «Пассажирка» З. Посмыш, реж. Дмитрий Зимин
- 2018 — читка романа Н. Казандакиса «Христа распинают вновь», реж. Дмитрий Зимин

Театр «Современник»
- 2000 — «Уйди-уйди!» Н. Коляды, реж. Николай Коляда
- 2002 — «Селестина» Н. Коляды по одноимённому произведению Ф. де Рохаса, реж. Николай Коляда

Екатеринбургский театр «Театрон»
- 2003 — «Клаустрофобия» К. Костенко, реж. Николай Коляда

Екатеринбургский Камерный театр
- 2006 — «Дядя Ваня» А. Чехова, реж. Евгений Ланцов
- 2008 — «Свет мой, зеркальце» инсценировка Э. Вериго по сказке А. Пушкина «Сказка о мёртвой царевне и семи богатырях», реж. Евгений Ланцов
- 2011 — «Сказки старого Арбата» А. Арбузова, реж. Евгений Ланцов
- 2022 — «Над пропастью во ржи» инсценировка И. Васьковской по роману Дж. Сэлинджера, реж. Дмитрий Зимин

Екатеринбургский театр юного зрителя
- 2010 — «Оскар и Розовая Дама» Э.-Э. Шмитта, реж. Дмитрий Касимов

Театральный центр на Страстном, Москва
- 2010 — Dawn-Way О. Богаева, реж. Максим Каратаев

Саратовский театр юного зрителя имени Ю. П. Киселёва
- 2016 — «Милый Сашенька» по роману И. Гончарова «Обыкновенная история», реж. Алексей Логачёв

Екатеринбургская театральная платформа «В центре»
- 2016 — «1987» И. Васьковской, реж. Дмитрий Зимин

Серовский театр драмы имени А. П. Чехова
- 2021 — «Джан» по повести А. Платонова, реж. Дмитрий Зимин

## Награды и звания
- премии Свердловского областного конкурса-фестиваля «Браво!» в номинации «Лучший художник в драматическом театре» (1994, 1996, 1998, 2002, 2006, 2012, 2018)[29][30][31];
- премии губернатора Свердловской области за выдающиеся достижения в области литературы и искусства (1997, 2018)[32];
- гран-при Свердловского областного конкурса «Мой край родной» (1999);
- театральная премия «Золотая маска» (2002) — специальный приз Жюри драматического театра и театра кукол за сценографию спектакля «Ромео и Джульетта»[33];
- заслуженный деятель искусств РФ (2004)[34];
- почётный член Российской академии художеств (2015)[35];
- премия IX Международного фестиваля современной драматургии «Коляда-Place» в номинации «Лучшая работа сценографа» (2015)[36];
- знак отличия «За заслуги перед Свердловской областью» III степени (2019)[37];
- премия губернатора Свердловской области за выдающиеся достижения в области литературы и искусства за сценографию спектакля «Магнит» Свердловского театра драмы (2021)[38];
- премия Международного фестиваля-конкурса драматических театров «Камерата» (Челябинск) в номинации «Лучшая сценография» за спектакль «Над пропастью во ржи» Камерного театра Музея писателей Урала (2023)[39]

## Комментарии
1. ↑  Спектакль «Человек на часах» получил гран-при фестиваля «Он.Она.Они» (2021)[26].